# Operazione Nahshon

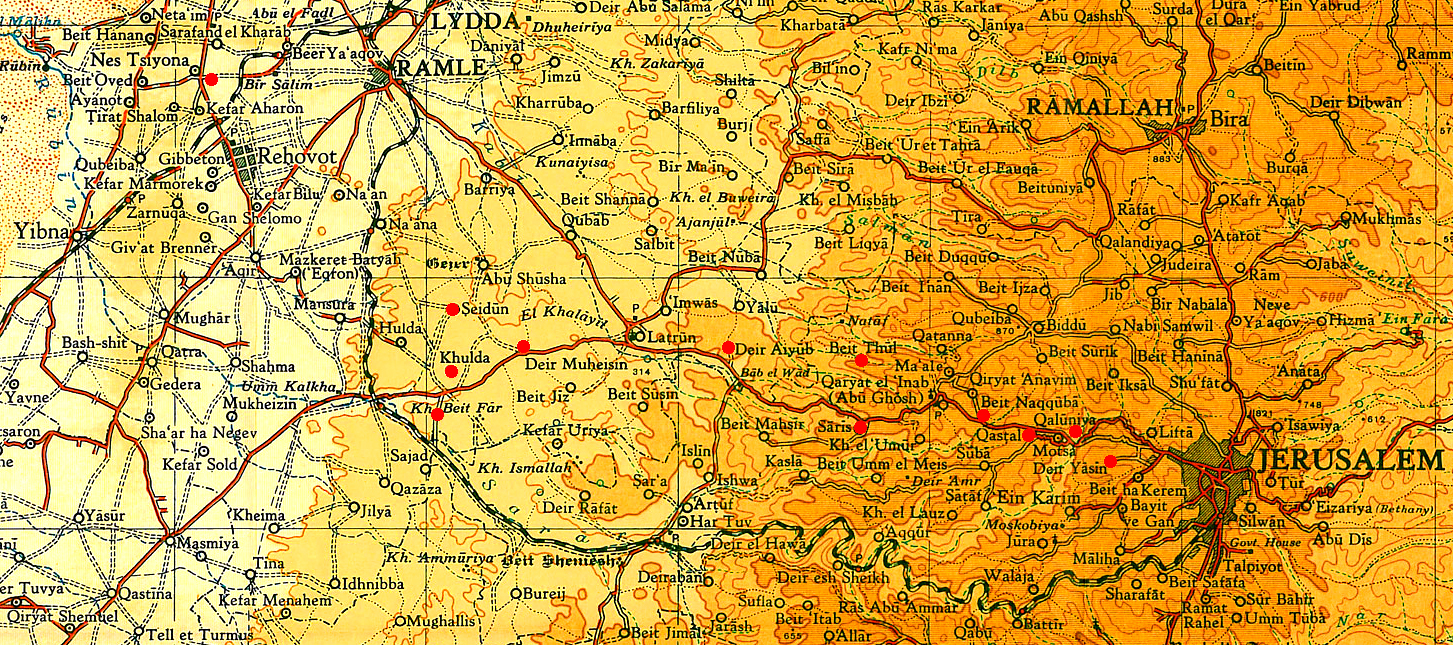
Villaggi conquistati durante l'Operazione Nahshon.

L'Operazione Nahshon (Ebraico מבצע נחשון, Mivtza Nahshon; in arabo معركة القسطل‎?, Maʿrakat al-Qasṭāl, "Battaglia di al-Qasṭāl") è stata un'operazione militare che ha avuto luogo durante la guerra di Palestina del 1948. Sviluppatasi tra il 5 e il 20 aprile 1948, il suo obiettivo era di infrangere l'assedio di Gerusalemme, sgombrando la strada Tel-Aviv - Gerusalemme, bloccata dai Palestinesi arabi e rifornire di vettovaglie e di armi le comunità ebraiche isolate di Gerusalemme.
Nahshon fu il nome dato alla prima grande operazione militare dell'Haganah e costituì la prima fase del Piano Dalet, costituito da una serie di linee-guida per assumere il controllo dei territori assegnati dall'ONU agli ebrei palestinesi dal Piano di partizione della Palestina stabilito nel 1947 dall'ONU, per difendere i suoi confini e la popolazione in essi contenuta, inclusi gli ebrei palestinesi fuori di essi, per anticipare il temuto intervento in favore degli Arabi musulmani e cristiani delle potenze arabe circostanti. Secondo l'israeliano Yehoshafat Harkabi, il Piano Dalet era stato stilato per conquistare le città e i villaggi arabi all'interno e all'esterno dell'area assegnata dal Piano di partizione della Palestina, voluto dall'ONU, all'entità statale ebraica. In caso di resistenza, gli arabi dei villaggi conquistati dovevano essere espulsi fuori dai confini dello Stato ebraico. Se non fosse stata incontrata alcuna resistenza, i residenti arabi sarebbero potuti restare, sotto un governo militare ebraico. Secondo lo storico israeliano Ilan Peppè, che si è potuto giovare dei documenti dell’Haganà desecretati, non vi era operazione che non terminasse con l’espulsione degli abitanti dei villaggi: “il principale obiettivo dell’operazione è la distruzione dei villaggi arabi … e l’evacuazione degli abitanti in modo che loro divengano un peso economico per le forze arabe in generale . L'Operazione Nahshon fu condotta dalla Brigata Givati dell'Haganah e dalla Brigata Harel del Palmach.

## Antefatti
Alla fine di marzo 1948, le truppe di Abd al-Qadir al-Husayni presero a ostacolare i convogli di rifornimento che intendevano raggiungere Gerusalemme, posta sotto assedio e costretta quindi a razionare viveri e altri mezzi di sostentamento quotidiano. Il 31 marzo, 60 veicoli ebraici caddero in un'imboscata a Khulda e obbligati a invertire la marcia, con almeno 5 automezzi danneggiati e 17 morti. Il leader dell'Yishuv David Ben-Gurion decise di lanciare l'Operazione Nahshon per liberare dall'assedio la Città santa e garantirle rifornimenti ai residenti israeliti. Sebbene inizialmente fosse stato concepito come un piano a sé stante, Nahshon in seguito fu trasformata nella prima fase di un piano a più ampio spettro d'azione del Piano Dalet.

## L'Operazione

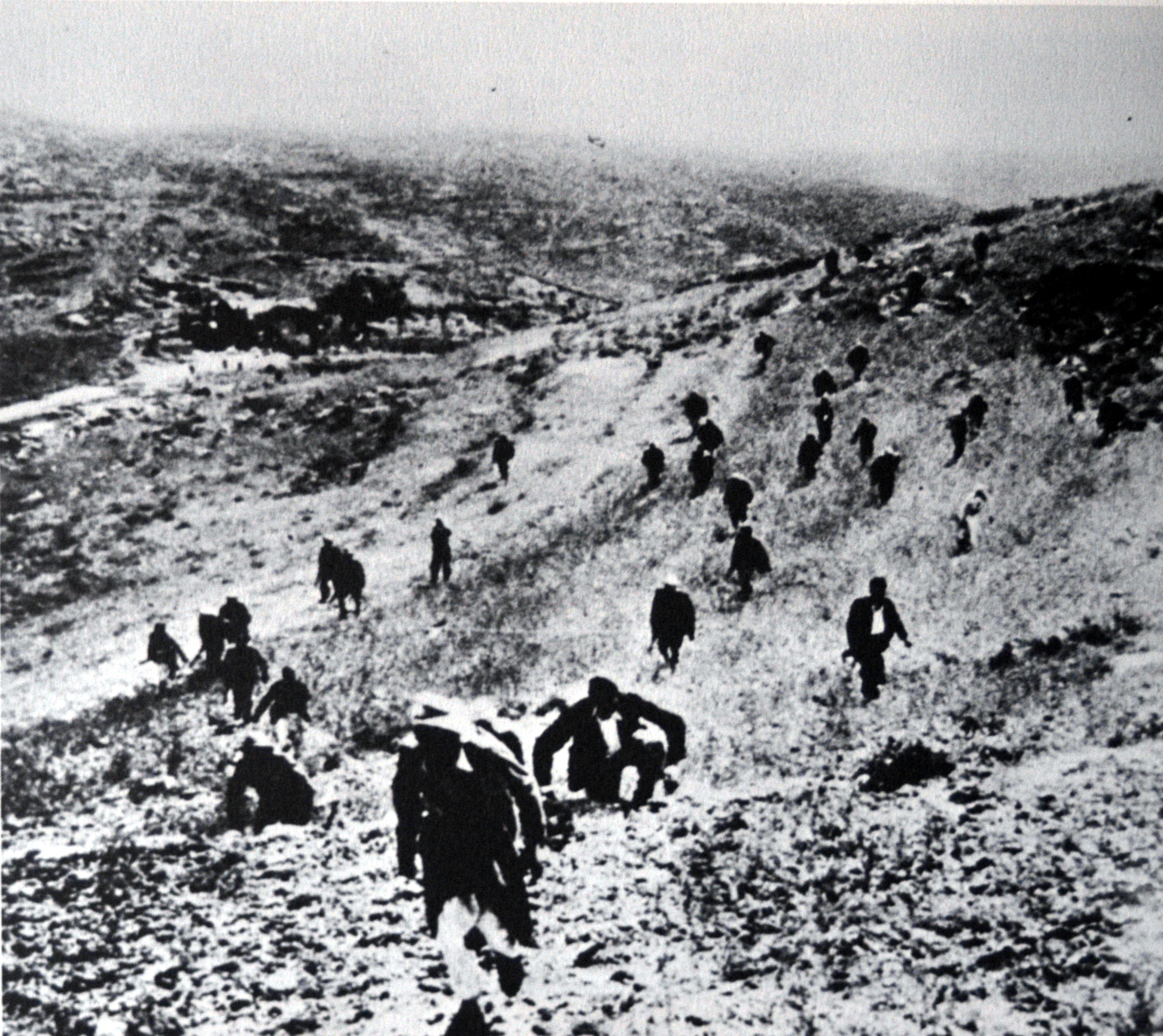
Irregolari palestinesi, al comando di ʿAbd al-Qādir al-Ḥusaynī, muovono al contrattacco delle posizioni dell'Haganah ad al-Qastal (7–8 aprile 1948).

L'Operazione fu chiamata rifacendosi alla figura biblica di Nahshon Ben Aminadav, che per primo aveva guidato il Mar Rosso con gli Israeliti che fuggivano, sotto la guida di Mosè, dagli Egizi di Faraone.. L'Operazione fu comandata da Shimon Avidan.
Il primo ordine fu impartito il 2 aprile 1948. Un telegramma confermò l'avvio dell'Operazione il 5 aprile, il giorno in cui di notte iniziò l'azione. Millecinquecento uomini delle Brigate Givati e Harel presero il controllo della strada per Gerusalemme, consentendo a 3 dei 4 convogli di raggiungere la Città santa.
L'Operazione fu un successo militare. Tutti gli arabi che avevano bloccato la strada videro i loro villaggi conquistati o distrutti, e le forze ebraiche furono vittoriose in ogni loro impegno militare. Nondimeno, non tutti gli obiettivi dell'Operazione furono raggiunti, dal momento che solo 1 800 tonnellate delle 3 000 programmate raggiunsero Gerusalemme, tanto che altri 2 mesi di severo razionamento furono necessari.
Abd al-Qadir al-Husayni fu ucciso nella notte tra il 7 e l'8 aprile, nel corso della battaglia che infuriò ad al-Qastal. La perdita del capo carismatico della resistenza palestinese 'sconquassò la strategia e l'organizzazione araba nell'area di Gerusalemme'. Il suo successore, Emil Ghuri, cambiò tattica: invece di provocare una serie d'imboscate lungo la strada, egli impose un duro blocco stradale a Bab-el-Oued, e Gerusalemme fu ancora una volta isolata come conseguenza di ciò.
Durante l'Operazione Nahshon, l'Haganah programmò di attaccare il villaggio - strategicamente rilevante - di Abu Gosh, ma a ciò si oppose la Banda Stern i cui comandanti locali si trovavano in buone relazioni col mukhtār (capo villaggio).

## Esiti
L'Operazione Nahshon mise a nudo la scadente organizzazione militare dei gruppi paramilitari palestinesi. A causa dell'assenza di logistica, particolarmente di cibo e munizioni, essi furono incapaci di mantenere un impegno militare che fosse superiore a qualche ora, lontani dalle loro basi.
Di fronte a questi eventi, il Supremo Comitato Arabo chiese ad Alan Cunningham di consentire il rientro del Muftī di Gerusalemme, Amin al-Husayni, l'unico a loro parere in grado di raddrizzare la situazione. Malgrado ciò fosse stato ottenuto, il Mufti non raggiunse Gerusalemme. Il suo declinante prestigio sgombrò la strada all'espansione dell'influenza dell'Esercito Arabo di Liberazione e a Fawzi al-Qawuqji nella regione di Gerusalemme.
Tra il 15 e il 20 aprile, tre convogli di più di 700 camion, riuscirono a raggiungere la parte ebraica di Gerusalemme. Gli arabi tuttavia provvidero a bloccare la strada subito dopo. L'Operazione Nahshon fu quindi seguita dall'Operazione Harel, e subito dopo dall'Operazione Yevusi. Ulteriori operazioni militari nella regione di Gerusalemme - l'Operazione Maccabi e l'Operazione Kilshon - ebbero luogo in maggio.

## Comunità palestinesi conquistate durante l'Operazione Nahshon
| Nome             | Popolazione                 | Data              | Difensori                                                 | Brigata                                     | Note |
| ---------------- | --------------------------- | ----------------- | --------------------------------------------------------- | ------------------------------------------- | --- |
| al-Qastal        | 90                          | 3–9 aprile        | irregolari palestinesi guidati da Abd al-Qadir al-Husayni | Palmach                                     | Primo obiettivo dell'Operazione. Conquistata nella notte del 3º giorno ma gli attaccanti arretrarono il giorno seguente. Tennero per breve tempo la posizione l'8º giorno e finalmente assunsero il controllo completo il 9°. Tutti gli edifici, compresa la moschea, furono rasi al suolo.                                                               |
| Dayr Muhaysin    | 460                         | 6 aprile          | n/d                                                       | n/d                                         | Gli abitanti ricevettero l'ordine di abbandonare il loro villaggio, completamente spianato dalle forze ebraiche. Irregolari palestinesi lanciarono contrattacchi e il 9 aprile l'esercito britannico ordinò alle forze ebraiche di sgomberare il teatro dell'operazione, a causa della minaccia cui erano sottoposte le vie dei rifornimenti britanniche. |
| Khulda           | 280                         | 6 aprile          | nessuna resistenza                                        | Battaglione dell'Haganah                    | Gli attaccanti ricevettero l'ordine di sgombrare il teatro d'azione dall'esercito britannico. Le forze ebraiche abbatterono con bulldozer tutte le costruzioni del villaggio il 20 aprile. |
| Saydun           | 210                         | 6 aprile          | n/d                                                       | n/d                                         | Gli abitanti del villaggio fuggirono. |
| Dayr Yāsīn       | 610                         | 9 aprile          | abitanti del villaggio                                    | L'Irgun e il Lehi con l'aiuto dell'Haganah. | Circa 60 abitati trucidati dopo la conquista del villaggio (Cfr. Massacro di Dayr Yāsīn). |
| Qalunya          | 1 260 (inclusi 350 ebrei)   | 11 aprile         | n/d                                                       | Palmach                                     | Conquistato in un attacco notturno, gli abitanti fuggirono alla notizia delle uccisioni nella vicina Deyr Yassin. Tutti gli edifici furono fatti saltare in aria il 10 e l'11 aprile. |
| Bayt Naqquba     | 240                         | 11 aprile         | n/d                                                       | Palmach, Haganah                            | Spopolato e raso al suolo poco dopo la conquista. Nel 1962 il villaggio di 'Ayn Naqquba fu autorizzato: la sua popolazione consiste in gran parte di "rifugiati interni" di Bayt Naqquba. |
| Bayt Thul        | 260                         | dopo l'11 aprile  | n/d                                                       | n/d                                         | Cambiò di mano varie volte nei successivi mesi, cadendo infine nelle mani israeliane in luglio. |
| Sāris            | 560                         | 13 aprile         | nessuna resistenza.                                       | Haganah, forza di 500 uomini.               | Sette abitanti del villaggio, incluse donne, uccisi nell'attacco. Il restante fu espulso e 25-35 costruzioni distrutte. |
| Khirbat Bayt Far | 300                         | 1ª metà di aprile | n/d                                                       | Haganah                                     | |
| Dayr Ayyub       | 320                         | 1ª metà di aprile | n/d                                                       | n/d                                         | Imboscata tesa a un convoglio ebraico diretto a Gerusalemme il 17 aprile. Il villaggio fu spopolato e cambiò di mano varie volte nel corso dell'estate. |
| Wadi Hunayn      | 3 380 (inclusi 1 760 ebrei) | 17 aprile         | n/d                                                       | Brigata Givati                              | Probabilmente catturati, mentre il villaggio veniva conquistato e spopolato poche settimane più tardi. |
| Bab el-Wad       |                             | 11–17 aprile      | n/d                                                       | n/d                                         | Numerosi edifici distrutti. Per breve tempo il villaggio fu occupato l'11 aprile, per essere infine conquistato il 17. |